# Ла-Ублоньер
Ла-Ублонье́р (фр. La Houblonnière) — коммуна во Франции, находится в регионе Нижняя Нормандия. Департамент коммуны — Кальвадос. Входит в состав кантона Лизьё 3-й кантон. Округ коммуны — Лизьё.
Код INSEE коммуны — 14337.

## Население
Население коммуны на 2010 год составляло 345 человек.
| 1962 | 1968 | 1975 | 1982 | 1990 | 1999 | 2010 |
| ---- | ---- | ---- | ---- | ---- | ---- | ---- |
| 184  | 141  | 144  | 155  | 211  | 234  | 345  |

## Экономика
В 2010 году среди 232 человек трудоспособного возраста (15—64 лет) 180 были экономически активными, 52 — неактивными (показатель активности — 77,6 %, в 1999 году было 71,3 %). Из 180 активных жителей работали 174 человека (97 мужчин и 77 женщин), безработных было 6 (2 мужчин и 4 женщины). Среди 52 неактивных 22 человека были учениками или студентами, 13 — пенсионерами, 17 были неактивными по другим причинам.